# Solidago spithamaea
Solidago spithamaea là một loài thực vật có hoa trong họ Cúc. Loài này được M.A.Curtis miêu tả khoa học đầu tiên.